# Ріветхед
Риветхед або ріветхед (рівет) (англ. Rivethead; дослівно — «голівка заклепки») — молодіжна субкультура, що сформувалася у США наприкінці 1980-х — початку 1990-х років серед шанувальників музики у стилі індастріал. На відміну від оригінальної індустріальної культури, виконавців і різнорідну аудиторію якої інколи називали «промисловцями», риветхед — це цілісна молодіжна субкультура, тісно пов'язана з відповідним стилем моди, що виник наприкінці 1980-х років на основі електро-індастріалу, EBM та індастріал рок-музики. Пов'язаний стиль одягу спирається на військову моду та естетику панк-моди з нотками фетишного одягу, головним чином, натхненного музичними виконавцями.

## Походження терміна
Спочатку термін «ріветхед» англ. rivethead використовувався з 1940-х років як прізвисько для північноамериканських конвеєрних виробництв автомобілів та їх робітників і потрапив у мейнстрім завдяки публікації Бена Гемпера Rivethead: Tales From the Assembly Line,, яка зовсім не стосується ціжї субкультури.
Засновник лейблу Re-Constriction Records у Сан-Дієго Гленн Чейз відповідає смисловому значенню цього терміна з 1990-х років. У 1993 році він випустив компіляцію Rivet Head Culture, яка містить поєднання електро-індастріалу та індустріального року з американської андеграундної музичної сцени. У тому ж році індастріал-рок-гурт «Chemlab», учасники якої були близькими друзями Чейза, випустила свій дебютний альбом Burn Out at the Hydrogen Bar, який включає трек під назвою «Rivet Head». Співак «Chemlab» Джаред Луш сказав, що не пам'ятає, звідки взявся цей термін, хоча він заявив, що ця назва пісні була в його пам'яті роками.

## Музика
Rivethead віддалено пов'язана з індустріальною музичною культурою. Індастріал музика — це жанр експериментальної та авангардної музики, що переплітається з графічним візуалізацією (переважно з графічним контентом). Відсутність традиційних пісень, що мають відповідний ритм та мелодію, є основною характеристикою жанру, тоді як музика, якій віддають перевагу rivethead сцени, включає кілька танцювальних і пісенних стилів, які іноді вважаються «постіндустріальними». Подібно до пост-панку, термін пост-індастріал описує музичний жанр, який розвинувся окремо від своїх коренів і перетворився на кілька напрямків звучання, а саме електро-індастріал, електронну боді-музику та індастріал-рок, який часто називають індустріальною танцювальною музикою. Ці стилі відрізняються від традиційної промислової музики щодо естетики, звуку та відповідної техніки.

## Естетика
Стиль суконь із заклепками був натхненний військовою естетикою, доповненою модою, «що імітує пісок і бруд промислових секторів у великих мегаполісах». Крім того, він запозичує елементи панк-моди, такі як зачіска віялом та фарбований ірокез , і фетишний одяг із використанням чорної шкіри та ПВХ-топів, штанів та шортів, частково доповнених сучасними примітивними модифікаціями тіла, такими як татуювання та пірсинг.
Інколи заклепки підкреслюють постапокаліптичний, антиутопічний вплив, часто натхненний фільмами, наприклад, «Шалений Макс» (1979), «Втеча з Нью-Йорка» (1981), «Гунхед» (1989), «Машина смерті» (1994) та «Дивні дні» (1995). Кілька фільмів, як-от «Залізо» (1990), «Дивні дні» та «Джонні-Мнемонік» (1995), містять музичні композиції Ministry, KMFDM, Diatribe, Stabbing Westward та інших гуртів, пов'язаних із субкультурою ріветхед. Інші впливи навіяні науково-фантастичними архетипами, зокрема, Lupus Yonderboy та Дівчина-розоргерл — персонажів із трилогії Sprawl Вільяма Ґібсона.

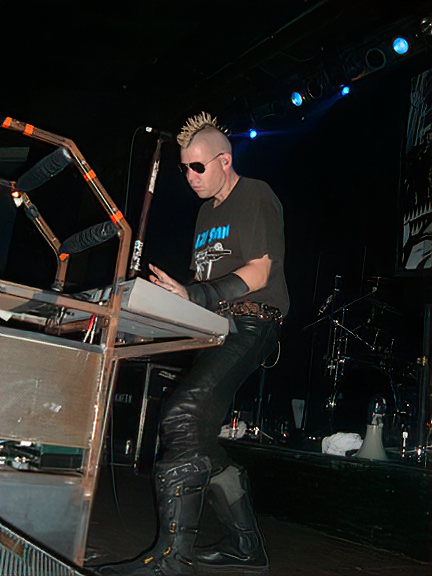
Саша Конєцко, одна з найвпливовіших осіб на музичній сцені ріветхеду з 1990-х років, як у музичному, так і у візуальному плані

Нижче наведено деякі основні характеристики стилю ріветхед. На відміну від екстравагантності молодіжних культур, таких як нові романтики, готи, кібер-готи та стимпанки, ідея полягає в тому, що одягнутися з якомога меншою кількістю модних компонентів. Ріветхеди, зазвичай, не мають прикрас і втілюють пряме відображення соціального середовища («вуличний одяг для виживання»).

### Чоловіки
- Топи: чорні, сірі або оливкові безрукавки[16], однотонні футболки, сорочки з бандажами, сорочки без рукавів (іноді з розірваними рукавами), сорочки з викривленими візерунками та сорочки з краватками; чорні шкіряні куртки (часто розмальовані логотипами улюбленого гурту) та льотні куртки MA-1.[17]
- Штани: штани карго чи з форми десантника BDU, рвані джинси, вінтажні шорти, часто, але не завжди, чорний або лісовий камуфляж; зазвичай, заправлені в чоботи, закатані на нижніх манжетах або носяться як відрізані шорти. Іноді носять чорні шкіряні штани та бондажні штани.[18]
- Взуття: військові черевики[16][18], черевики з металевим носком або низькі черевики брендів Dr. Martens, Gripfasts, Grinders та Underground.
- Волосся: частково поголене (андеркат), плоска верхівка, ірокез або повністю поголене. Іноді довге волосся в поєднанні з андеркатом або дредлоками.
- Аксесуари: Teashades та сонцезахисні окуляри Ray-Ban Aviator. Уніформа або військові пояси; браслети та жетони для собак; шкіряні рукавички без пальців; іноді ювелірні вироби, які включають промислові елементи, такі як цвяхи, шурупи та зубці. Підтяжки, які, зазвичай, носяться на брюках або шортах.
- Модифікація тіла: головним чином, пірсинг і татуювання.

### Жінки
Ріветхетки можуть одягатися разом з образом фатальна жінка: сексуальність як домінанта. Поширеним є фетишний одяг, такий як чорні корсажі з ПВХ та шкіри, міні-спідниці, чоботи на шпильці до щиколотки або до коліна; менше макіяжу, ніж у готів та модних дівчат Нової хвилі 1980-х років, які також вплинули на стиль ріветхедів кінця 1980-х — початку 1990-х років (наприклад, колготки в сіточку, туфлі на шпильці, низькі чоботи Dr. Martens). Часто фарбоване волосся (чорне, іноді руде або світле), яке є довгим, коротким, із загостреними колами, частково поголеним (наприклад, Марія Азеведо з тріо «Battery» та Yone Dudas з Decoded Feedback) або з дредами (наприклад, Анна Крістін з Luxt). З іншого боку, модний образ жінки-ріветхедки може бути і часто є ідентичним суворому стилю чоловіка ріветхеда (естетика дівчини-танкіста; військовий одяг, такий як майки, штани десантника та бойові черевики). Співзасновниця каліфорнійського музичного лейблу COP International Кім Ікс порівняла жіноче ставлення до групи Riot grrrl.
Жінки, прихильниці «індастріал», носили менше макіяжу, особливо менш ретельного макіяжу очей. Вони також прийняли набагато більш традиційний панк-образ з коротшими спідницями зі шкіри або вінілу та військовими черевиками. Через відповідну фізичну підготовку, необхідну для «індустріальних» танців, у цій субкультурі рідко можна було побачити жінок на шпильках, оскільки це сковувало їх рух на танцполі. Чоловічий «промисловий стиль» також був набагато ближчим до панку: чоловіки носили шорти, великі чоботи та мали частково поголені зачіски...— автор Крістен Шілт, соціолог із Чиказького університету, джерело 

## Порівняння з готичною субкультурою
Риветхед-течія 1980-х та 1990-х років відрізнялася від готичної субкультури в ідеологічному та музичному плані, а також у своїй візуальній естетиці. Плутанина щодо дотичності цих двох молодіжних культур посилилася через «мультисубкультурну» перехресну гібридизацію кінця 1990-х років, яка спонукала людей помилково вважати, що субкультура ріветхедів стала відгалуженням готичної субкультури. Канадська письменниця Ненсі Кілпатрік назвала це молодіжно-культурне угрупування «індустріальним готом», як і Джулія Борден. (Примітка: у період розквіту культури «ріветхед» термін «індастріал-гот» як опис молодіжної культури ще не існував).
««Індустріальний вигляд» почав з'являтися наприкінці 1980-х років. […] Типовий «індустріальний» хлопець приблизно 1989 року був панком, який любив технології.»— Джулія Борден
«На відміну від старого готичного образу, який був андрогенним, чоловічий «промисловий образ» був жорстким і військовим, в контексті науково-фантастичного напрямку. Чоловіки носили […] футболки з бандажами, чорні штани або військові штани карго чорного кольору, військові аксесуари, такі як жерлики, важкі черевики […] «Індустріальні» жінки, яких було менше, як правило, носили поясні підтягуючі корсети, невеликі безрукавки або «футболки без рукавів», штани та іноді підтяжки, що звисають зі штанів. Вони також […] іноді голили свої голови.»— Валері Стіл, історик моди та директор музею Fashion Institute of Technology в Нью-Йорку.
«Стилістично і чоловіки, і жінки в готичній субкультурі […] значною мірою покладаються на жіночі ознаки, такі як макіяж, спідниці та корсети, тоді як «індустріальна сцена» сприймає набагато більш чоловічий стиль, який включає більш традиційні панк-елементи, такі як бойові черевики та шкіряні штани. […] На відміну від своїх готичних колег, чоловіки-«індустріали» не носили макіяжу.»
Готи — це похмурий романтичний відросток панк- і пост-панк-рухів, які виникли на початку 1980-х років, тоді як ріветхеди розвинулися на сцені індустріальної танцювальної музики, що виникла в другій половині 1980-х року, одночасно з медіа-успіхом постіндустріальних виконавців, таких як Skinny Puppy, Front 242, Front Line Assembly, Ministry, KMFDM та Numb. Течія риветхедів — це молодіжна субкультура, де домінують чоловіки  і демонструється провокаційний, повстанський, а також соціально-критичний підхід. Готична субкультура є «однаково відкритою, як для жінок, так і для чоловіків а також трансгендерів [sic]», які часто позбавлені будь-якого інтересу до етичної активності чи політичної участі.
«Готика виражає емоційну, прекрасну, надприродну, жіночу, поетичну, театральну сторону. Індастріал втілює чоловічий, злий, агресивний, галасливий, науковий, технологічний, політичний бік. Індустріальна музика часто використовує електроніку, синтезатори, семпли з фільмів чи політичних промов та спотворений вокал. Він, як правило, орієнтований на чоловіків у тих, хто створює музику, і тих, хто нею насолоджується».